# Перро, Адольф-Луи-Альбер
Адольф-Луи-Альбер Перро (фр. Adolphe-Louis-Albert Perraud; 7 февраля 1828, Лион — 10 февраля 1906, Отён) — французский кардинал, ораторианец. Епископ Отёна с 4 мая 1874 по 10 февраля 1906 год. Кардинал in pectore с 16 января 1893 по 29 ноября 1895 год. Кардинал-священник с 29 ноября 1895 года, с титулярной церковью Сан-Пьетро-ин-Винколи с 25 июня 1896 года.